# Давидчук Олександр Васильович
Олекса́ндр Васи́льович Давидчу́к (6 жовтня 1966, Грузьке — 27 липня 2014, поблизу Лутугине, Україна) — український військовик, боєць батальйону територіальної оборони «Айдар» МО України. Загинув у ході війни на сході України поблизу міста Лутугине.

## Життєпис
Народився в селі Грузькому Макарівського району Київської області. Закінчив вісім класів місцевої школи, а потім навчався військової справи.
Учасник війни в Афганістані. Мешкав з родиною в місті Ірпені.

## Російсько-українська війна 2014
Під час Російсько-української війни на початку липня він, разом зі ще одним ірпінцем, колишнім афганцем Миколою Личаком поїхав відвозити гуманітарну допомогу землякам на Схід. Потрапивши в зону АТО, чоловіки вирішили залишитися і приєднатися до батальйону «Айдар», у якому воював їхній знайомий Олександр Ніколаєць.
Уночі проти неділі (27 липня 2014) вони дістали наказ вирити окопи для себе й панцерників поблизу містечка Лутугине. Коли під час обстрілу зазнали поранеь Олександр Ніколаєць і Микола Личак, Давидчук, перев'язавши першого, спробував допомогти Личаку. Однак обоє загинули, потрапивши під шквальний обстріл терористів. Того дня в боях також загинули айдарівці підполковник Сергій Коврига, старший лейтенант Ігор Римар, старший прапорщик Сергій Шостак, сержант Микола Личак, старший солдат Іван Куліш, солдати Іолчу Алієв, Віталій Бойко, Ілля Василаш, Михайло Вербовий, Орест Квач, Станіслав Менюк.
30 липня 2014 у місті Ірпінь загиблих захисників Вітчизни прийшли провести в останню путь сотні небайдужих людей.

## Вшанування пам'яті
У межах декомунізації в лютому 2016 року в Ірпені на пропозицію Ірпінської міської організації Української спілки ветеранів Афганістану іменем Давидчука названо вулицю.
У березні 2020 року в межах кампанії «Пам'ять нації» побачила світ книжка: Олександр Давидчук. Від Афгану до «Айдару»… / упоряд. Є. В. Букет, В. А. Гедз. — К.: Видавничий дім «Українська культура», 2020. — 32 с. — ISBN 978-966-97958-1-6

## Нагороди
- Орден «За мужність» III ст. (27 червня 2015, посмертно) — за особисту мужність і високий професіоналізм, виявлені у захисті державного суверенітету та територіальної цілісності України, вірність військовій присязі[4]
- Медаль «Захиснику Вітчизни» (14 жовтня 1999)[5]
- Медаль «70 років Збройних Сил СРСР»
- Нагрудний знак «Воїну-інтернаціоналісту»
- Медаль «Воїну-інтернаціоналісту від вдячного афганського народу»
- Нагрудний знак «Ветеран війни»
- Почесний громадянин міста Ірпінь (2020; посмертно)[6]